# Acaulimalva oriastra
Acaulimalva oriastra är en malvaväxtart som först beskrevs av Weddell, och fick sitt nu gällande namn av Krapovickas. Acaulimalva oriastra ingår i släktet Acaulimalva och familjen malvaväxter. Inga underarter finns listade i Catalogue of Life.